# Francofonización
El término « francofonización » o « afrancesamiento » designa una transformación de una palabra o de una expresión o de algo, orientada a darle una apariencia francesa o una apariencia de origen francés o de cultura francesa. Estos dos términos son usados y aplicados en lingüística (francofonización de palabras y de expresiones), en informática (afrancesamiento de logicales), en sociología y educación y cultura (afrancesamiento de conceptos y de maneras de ser y de actuar), en derecho marítimo (afrancesamiento de barcos y de procedimientos), o incluso en relación con ciudades, estaciones de metro, etc. (afrancesamiento cosmético de construcciones o de objetos o de mobiliario o de emblemas o incluso hasta de logística). El concepto alcanza también a los trámites administrativos efectuados por una persona de origen extranjero y que quiere conseguir la nacionalidad francesa (adaptación del nombre y del apellido de origen a la lengua francesa y a su cultura, etc.); como ejemplo de cambios en nombres y apellidos según el país, puede señalase el caso de Gérard Jean Vossius, nombre y apellido afrancesados/latinizados que en otros idiomas se expresan por Gerrit Janszoon Vos, o por Gerhard Johannes Vossius, o por Gerardus Iohannes Vossius, o incluso por Gerardus Joannes Vossius o por Gerhard Jan Voss.

## Definiciones

### Lingüística
La « francofonización » engloba los cambios de ortografía y de gramática de préstamos léxicos, el uso preferencial de calcos semánticos o de calcos de traducción, y el uso de neologismos, con el fin de obtener un lema que respete las tradiciones y reglas de la lengua francesa, en cuanto a fonética y gramática, e incluso también teniendo en cuenta o respetando ciertos aspectos de orden semántico.
En los países francófonos, el afrancesamiento es generalmente validado y hasta recomendado por los organismos oficiales de terminología de la lengua francesa, como por ejemplo la Delegación General de la Lengua Francesa y de las Lenguas de Francia (Délégation générale à la langue française et aux langues de France) y la Oficina Quebequesa de la Lengua Francesa (Office québécois de la langue française).
Ejemplos de usos comunes en cuanto a mezclas y transformaciones ortográficas:
- «Gazole» en lugar de gas-oil («diesel», su sinónimo, obtenido por antonomasia de su inventor Rudolf Diesel, y a veces también transformado en «diésel»).
- «Conteneur» en lugar de container.
- «Cédérom» para CD-ROM.
- «Bon Weekend» o «Bon wekeende» como equivalente de "Bonne fin de semaine".

Ejemplos de calcos de traducción:
- «Lune de miel» por honeymoon.[2]
- « Disque compact » por compact disc.
- « Disque numérique polyvalent » por digital versatile disc (DVD).

Ejemplos de neologismos:
- Courriel por e-mail (uso popularizado en Quebec, y hecho oficial en Francia a partir del año 2003).[3]
- Pourriel por spam.
- Numéro d’urgence (22 de septiembre de 2000) o "aide en ligne" (28 de julio de 2001) o "téléassistance" (14 de diciembre de 2004) en lugar de hotline.

Afrancesamiento por uso de siglas:
- FAQ, del inglés Frequently Asked Questions, afrancesado en « foire aux questions ».
- GPS, del inglés Global Positioning System, afrancesado en « guidage par satellite » o también en « géolocalisation par satellite ».

## Afrancesamiento

### En el mundo
El número de francófonos en el mundo todo no cesa de aumentar, pasando de 106 millones en 1985 a 173.2 millones en 1997, 183 millones en el año 2005, 200 millones en el año 2007, y 220 millones en el año 2010 (más de 10 % adicional respecto a 2007).
La OIF prevé un fuerte aumento del número de francófonos en África con el aumento allí del nivel educativo: El número de personas que dominan el francés debería alcanzar 400 millones en el año 2025, y 715 millones en el año 2050, es decir, en ese período podía multiplicarse por cuatro, mientras que en igual lapso la población mundial solamente se multiplicaría por 1,5 (solamente se incrementaría en un 50 %).
Según estas proyecciones, la población de habla francesa debería pasar del 3 % en el año 2000 a más de 8 % de la población mundial en el año 2050 (y entre ellos, nueve de cada diez francófonos entre 15 y 29 años serían africanos).
Y también según la OIF, la cifra de 220 millones de francohablantes en el 2010 estaría subvalorada, pues allí no se habrían considerado nada más que las personas que pueden comprender y hablar y escribir corrientemente el francés, excluyendo así en esa contabilización a una gran parte de la población africana, porque no sabe escribir.
Y el francés es además la lengua para la cual el porcentaje de locutores aumenta más rápido en el mundo.
El Consejo Económico y Social de Francia, por su parte, estima que el número mundial de personas de habla francesa bien podría haber superado la barrera de los 500 millones en el año 2000, si se hubieran hecho los cálculos y las estimaciones sobre otras bases.
Después de su creación, cada vez más gobiernos adhieren a la OIF, pues el número de sus integrantes pasó de 21 en el momento de su creación en el año 1970, a 75 en el año 2010; los últimos en ingresar fueron Emiratos Árabes Unidos, República Dominicana, Montenegro, Bosnia y Estonia, lo que hace que ésta sea la más grande organización lingüística mundial.
El francés es también una de las lenguas extranjeras más estudiada y valorada en el mundo, después del inglés.
En efecto, las personas que estudian el francés están en fuerte aumento en el mundo, cerca del 30 % entre 1994 y 2004, y donde África está a la cabeza, con un aumento de 60,37 % desde 1994 a 2002, pues pasó de 32 808 681 de francohablantes en el año 1994, a 52 617 368 en el año 2002, seguida de cerca por Asia, con un aumento de 48,8 % desde 1994 a 2004.

### Renacimiento de la vitalidad del francés en Europa
Según el grupo prospectivo Global Europe Anticipation Bulletin (GEAB), el importante crecimiento demográfico de Francia (y de los países francófonos Archivado el 2 de noviembre de 2011 en Wayback Machine. de donde vienen una gran parte de los inmigrantes que llegan a la Unión Europea), es la clave del renacimiento y fortalecimiento del francés en cuanto lengua trans-europea de primer plano.
Con sus cerca de 80 millones de francohablantes (en rápido aumento), el francés es hoy día la segunda lengua de Europa (superada solamente por el alemán). Olvidando el período de posguerra, en el cual el francés perdió parte de su atractivo en cuanto lengua política de las élites, lo antes señalado ciertamente juega un rol positivo en el resurgimiento de la vitalidad del francés.

### Quebec

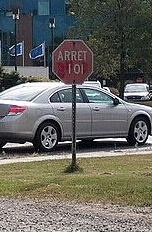
El afiche bilingüe hiere la fibra francófila de los residentes de Quebec, como lo testimonia el vandalismo sufrido por esta señal ARRÊT-STOP, y en referencia a la ley 101 de la Carta de la lengua francesa (Charte de la langue française).

El bilingüismo no convence a todos los quebequenses, como lo demuestra el vandalismo de la señal mostrada en la foto, en alusión a la Ley 101 (los residentes en esta provincia mayoritariamente se inclinan por la cultura y lengua francesas como la única a usar en forma cotidiana).
Los inmigrantes llegados desde Francia en el marco de la llamada "Nouvelle France" (1534-1759), formaron la primera población francófila en el mundo en realizar su unidad lingüística, y ello incluso dos siglos antes que en la propia metrópoli, y sin verdadera intervención o apoyo estatal.
Quebec trabaja activamente en el afrancesamiento de su territorio, después de la puesta en vigencia, en agosto de 1977, de la llamada Carta de la lengua francesa (o Ley 101). Quebec entonces pasó a ser la única provincia canadiense unilingüe, ya que las otras son bilingües (ejemplos: Manitoba, Nuevo Brunswick) o simplemente anglófonas con algunas facilidades francófonas (ejemplos: Ontario, Saskatchewan).
Esta ley 101, que se orienta a hacer respetar la lengua francesa y a afrancesar a los inmigrantes, instaura reglamentos lingüísticos inéditos, por ejemplo, obligación de cartelera unilingüe en francés en el exterior de los comercios, y en la cartelería interna, obligación de presentar los textos en francés de manera más destacada que en el caso de otros idiomas.
La referida ley fuerza al estudio en una escuela pública francófona, salvo si el padre o la madre hicieron estudios primarios o secundarios en Canadá en una escuela anglófona. Como consecuencia de esta disposición, el número de estudiantes anglófonos cayó en un 43 % en veinte años, pasando de 256 251 alumnos en 1971-1972 a 111 466 alumnos en 1994-1995. Este fenómeno es aún más acentuado en la isla de Montreal, donde los que optaron por el inglés disminuyó en un 60 % entre 1971 y 1995.
Por otra parte, un certificado de afrancesamiento es acordado a las empresas de 100 trabajadores o más, si demuestran que sus empleados pueden expresarse y trabajar en francés (la tasa de certificación de empresas quebecuenses pasó de 71,4 % en 2002 a 80,7 % en 2007).
Esta política de francofonización sin duda ha tenido éxito, ya que en la provincia, la proporción de anglófonos pasó del 14 % en el 1971 al 7 % en el 2006, y en cuanto a los inmigrantes que elegían el inglés como lengua de estudios, el porcentaje pasó del 90 % en el año 1966 al 4 % en el año 2006.
El conocimiento del francés en Quebec, en su conjunto, pasó de 93,6 % en el año 1991 a 93,9 % en el año 1996, y a 94,6 % en el año 2001. Entre las personas de lengua maternal inglesa, la aptitud para hablar el francés pasó de 35 % en el año 1971 a 60 % en el año 1991, y a 67,2 % en el año 2001, y luego a 71 % en el año 2006.
Entre las personas de lengua materna diferente del inglés y del francés, la aptitud para hablar el francés pasó de 35 % en 1971 a 68,6 % en 1991, a 73,5 % en el año 2001, y luego a 75.3 % en el año 2006.

#### D. Estrie
Estrie, antes llamada « Eastern Townships » por su localización fronteriza con los Estados Unidos, fue a fines del siglo XVIII y en el siglo XIX un territorio refugio para los anglófonos realistas que huían de la revolución americana, pues el imperio británico ofreció tierras en esa región de la Nouvelle France recientemente conquistada. A partir de los años 1760, la población allí entonces es por lejos predominantemente anglófona. 
Con posterioridad a 1812, una pequeña cantidad de canadienses-franceses Archivado el 30 de mayo de 2011 en Wayback Machine. llegaron a la región, aunque sin duda fueron minoría frente a la población anglófona. Sin embargo, recién fue en los años 1840 que se produce una oleada de inmigración (irlandesa, escocesa, y luego francófona). A pesar de que entonces los francófonos eran minoría frente a los otros grupos, la misma aumentó aceleradamente, debido a una natalidad récord y a una inmigración continuada. Y ya desde los años 1850-1860, los francófonos comenzaron a representar una minoría importante.
Y en 1890, impulsados, como se dijo, por una fuerte natalidad, incluso en comparación con la de otras partes del globo todo, los canadienses-franceses representaban ya más del 70 % de la población de Estrie. Con posterioridad, dicha proporción francófona continuó siendo más o menos la misma, hasta los años 1930, cuando una gran industrialización de la región atrajo a muchos más trabajadores francófonos a Estrie, lo que provocó otra ola de afrancesamiento (los francófonos de Estrie pasaron entonces del 76 % en 1930 a más de 88 % en 1960).
Y como consecuencia de la explosión demográfica de la posguerra, en 2001 los hablantes del francés representaban más del 97 % de la población de Estrie.

### E. Nouveau-Brunswick (o Nuevo-Brunswick)

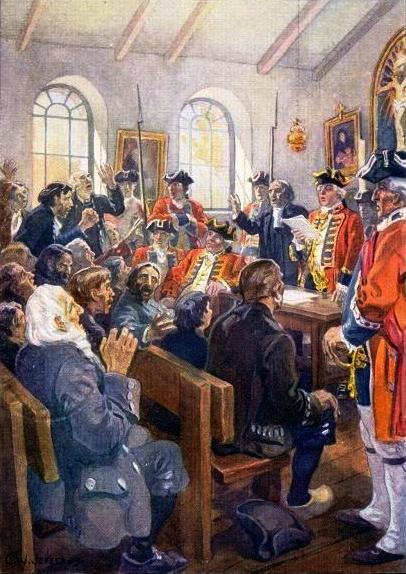
Deportación de los Acadianos;
Pintura de Charles William Jefferys.

A pesar de que la población con lengua y cultura francesas en Nuevo Brunswick cayó dramáticamente a partir de la toma de control del territorio por los ingleses, y a pesar incluso de la impuesta Deportación de Acadianos así como de las leyes antifrancesas adoptadas hasta los años 1960, se observa, desde ese tiempo, un afrancesamiento de una parte importante del territorio canadiense referido en esta sección (que incluso podríamos fechar partiendo del año 1951 a nuestros días); entre otros, buen conocimiento del idioma, el cual en el territorio analizado ha pasado del 38 % al 43 % de francofonía.
En 1875, un compromiso admite la posibilidad de comunicar y de estudiar en francés en las escuelas primarias, lo que fue un interesante primer paso en favor de la francofonía en Nouveau-Brunswick. Y en 1922, el primer hospital francófono de la provincia, se instaló en Moncton: Hôtel-Dieu.
Pero fue necesario esperar a los años 1950-1960, para realmente observar un buen grado de afrancesamiento en Nuevo-Brunswick. En 1954, Moncton vio surgir la primera estación radiofónica en francés de Radio-Canada, y más tarde, en 1959, la primera teledifusora francófona en la misma ciudad. Así, Moncton se transformó en un bastión francófono en la provincia.
El afrancesamiento de esta zona se intensifica a partir del 12 de julio de 1960, con la elección de Louis Robichaud, un primer acadiano elegido Primer ministro en la provincia de Nouveau-Brunswick.
Y en 1963 y en lo que concierne a la educación superior, es interesante destacar la creación de la Universidad de Moncton.
También corresponde señalar que el vecino Quebec, de clara mayoría francófona, hizo presión sobre Nouveau-Brunswick y sus autoridades, en defensa de la cultura francesa, lo que en 1969 finalmente desembocó en la aprobación de la primera ley sobre las lenguas oficiales, la cual equipara al inglés y al francés en el plano jurídico.
Artículo 16.2

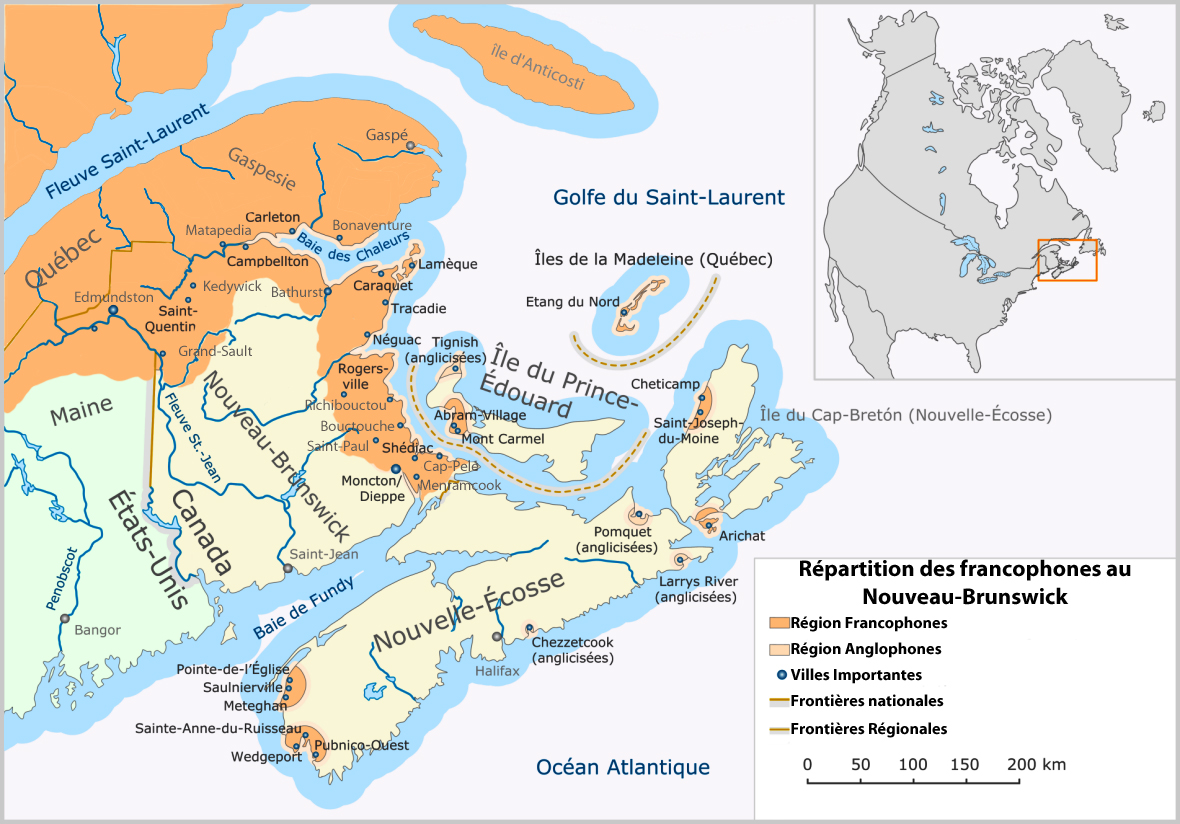
Regiones francófonas de Nouveau-Brunswick.

- El francés y el inglés son las lenguas oficiales de Nouveau-Brunswick;[45] tienen un estatuto, derechos, y privilegios, completamente iguales, en cuanto a su uso en las instituciones de la Legislatura y del Gobierno de Nouveau-Brunswick.

Pero los francófonos entienden que esta ley no va muy lejos en cuanto a sus consecuencias, y por el contrario, los anglófonos la evalúan como escandalosa y hacen frente común en su contra. Será necesario por tanto esperar a 1977 para que este asunto madure, y para que en consecuencia se intenten poner en vigor todos los artículos de la citada ley de lenguas oficiales en Nuevo-Brunswick.
En 1981, finalmente se reconoció e implementó plenamente la igualdad de las dos comunidades lingüísticas de la provincia.
Pero sintiéndose amenazados por este afrancesamiento que continuó reforzándose, ciertos anglófonos crearon el Partido Confederación de Regiones (COR), el que se plantea abolir el bilingüismo en Nouveau-Brunswick. Y en las elecciones de 1991, el COR obtuvo cerca del 20 % de los sufragios. Este suceso electoral del Partido Confederación de Regiones (CoR) en las elecciones provinciales de septiembre de 1991, sorprendió enormemente a buena parte de la población de Nouveau-Brunswick
En 1988, la ley federal sobre las lenguas oficiales fue modificada para proteger y afirmar más fuertemente el bilingüismo de la provincia. El gobierno canadiense se comprometió entonces a promover la dualidad lingüística, y apoyar el desarrollo de los grupos lingüísticos minoritarios. Pero es recién en 2002, que el gobierno conservador de Bernard Lord finalmente adoptó por unanimidad una nueva ley sobre las lenguas oficiales (ley 64), procediéndose así a una puesta a punto necesaria de la ley de 1969.
Esta nueva ley contempla la creación de un Comisario de Lenguas Oficiales, dando así a la comunidad francófona de Nouveau-Brunswick, nuevas herramientas legislativas que le permitan afirmar su presencia, y seguir entonces en el afrancesamiento del territorio.
Artículo 29
- Todo afiche público en Nouveau-Brunswick así como cualquier otra publicación o comunicación destinados al gran público, y surgidos de una institución, deberá ser publicado en las dos lenguas oficiales. Estos afiches estarán pues en francés e inglés, así como todas las señalizaciones públicas, todas las leyes, y todas las instancias gubernamentales.

Después de los años 1990-2000, las ciudades se afrancesaron, por ejemplo Edmundston, que pasó de tener 89 % de francófonos en 1996, a 93,4 % en 2006. Por su parte, la ciudad de Moncton pasó de 30,4 % de francófonos en 1996 a 33 % en 2006, y la ciudad de Tracadie-Sheila pasó de 94 % en 1996 a 96 % en 2006, Dalhousie pasó de 42,5 % a 49,5 %, y Dieppe pasó de 71,1 % en 1996 à 74,2 % en 2006. Y ciertas ciudades se volvieron mayoritariamente francófonas, como Bathurst, que pasó de 44,6 % de francofonía en 1996 à 50,5 % en 2006, o como Campbellton, que pasó de 47 % en 1996 a 55 % en 2006.
En resumen, el número de francófonos aumentó en Nouveau-Brunswick en 12,4 % entre 1961 y 2001.
Corresponde destacar también que el conocimiento del francés aumentó enormemente en las regiones con mayoría anglófona, como en Westmorland donde pasó de 44 % a 55 %. Pero sin duda, la región que más fuertemente se afrancesó fue el condado de Albert, que en 1951 tenía solamente 1 % de la población dominando el francés, mientras que en 2001 esta proporción ya era de 23 %.

### Canadá

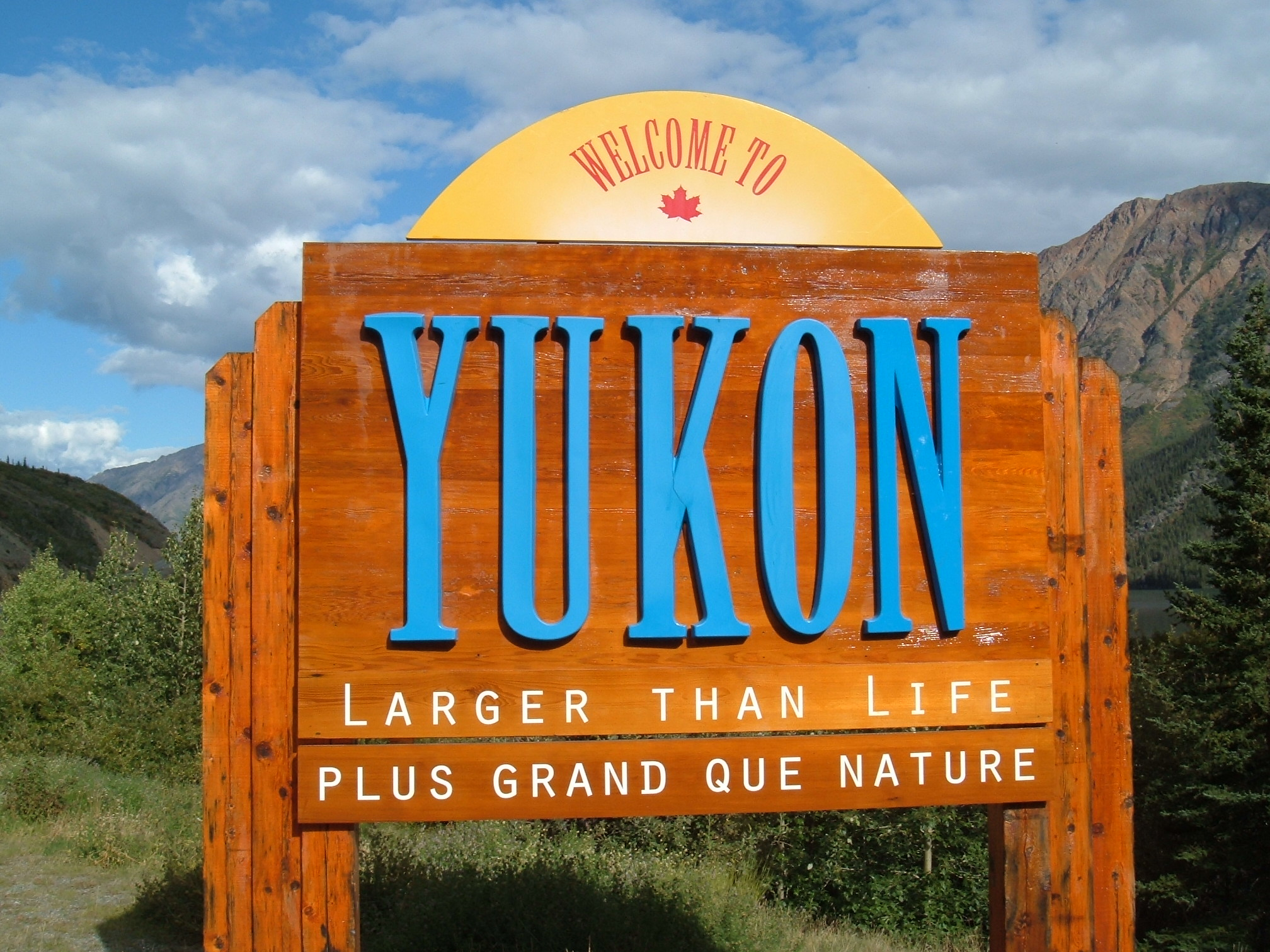
Señal turística bilingüe en Yukon.

Bajo la presión de Quebec y de los francófonos de Canadá, el 7 de julio de 1969, la Ley sobre las lenguas oficiales es votada, y el francés obtiene un estatuto igual al del inglés en todas las instancias gubernamentales federales.
Y los francófonos de fuera de Quebec obtienen el derecho de ir a la escuela pública en francés, de la misma manera que los anglófonos de Quebec lo podían hacer en su propia lengua después de muchas generaciones.
Las leyes obligan a expresar toda noticia sobre alimentos tanto en inglés como en francés, y ya todo servicio gubernamental federal puede ser efectuado en las dos lenguas, y también las leyes deben estar disponibles en las dos lenguas.
Después de 1951, el número de francófonos fuera de Quebec aumentó, pasando de 721 820 en 1951 a 935 692 en 1971, y luego a 1 020 545 en 2001. Y más de un cuarto de millón de anglófonos fuera de Quebec, utilizan regularmente el francés en sus lugares de trabajo.
El número de hablantes en francés casi se ha doblado luego de la Ley de lenguas oficiales, pasando de alrededor de 800 000 personas en 1960, a 2 561 960 de personas en 2006.
En el conjunto del territorio canadiense, ya hay más de 9,5 millones de francófonos.
La población respecto de la cual el francés es la lengua usualmente hablada en el hogar, ha aumentado en el conjunto del país (+1,3 % de 1996 a 2001, y +2,4 % de 2001 a 2006).

### Afrancesamiento de América del Norte

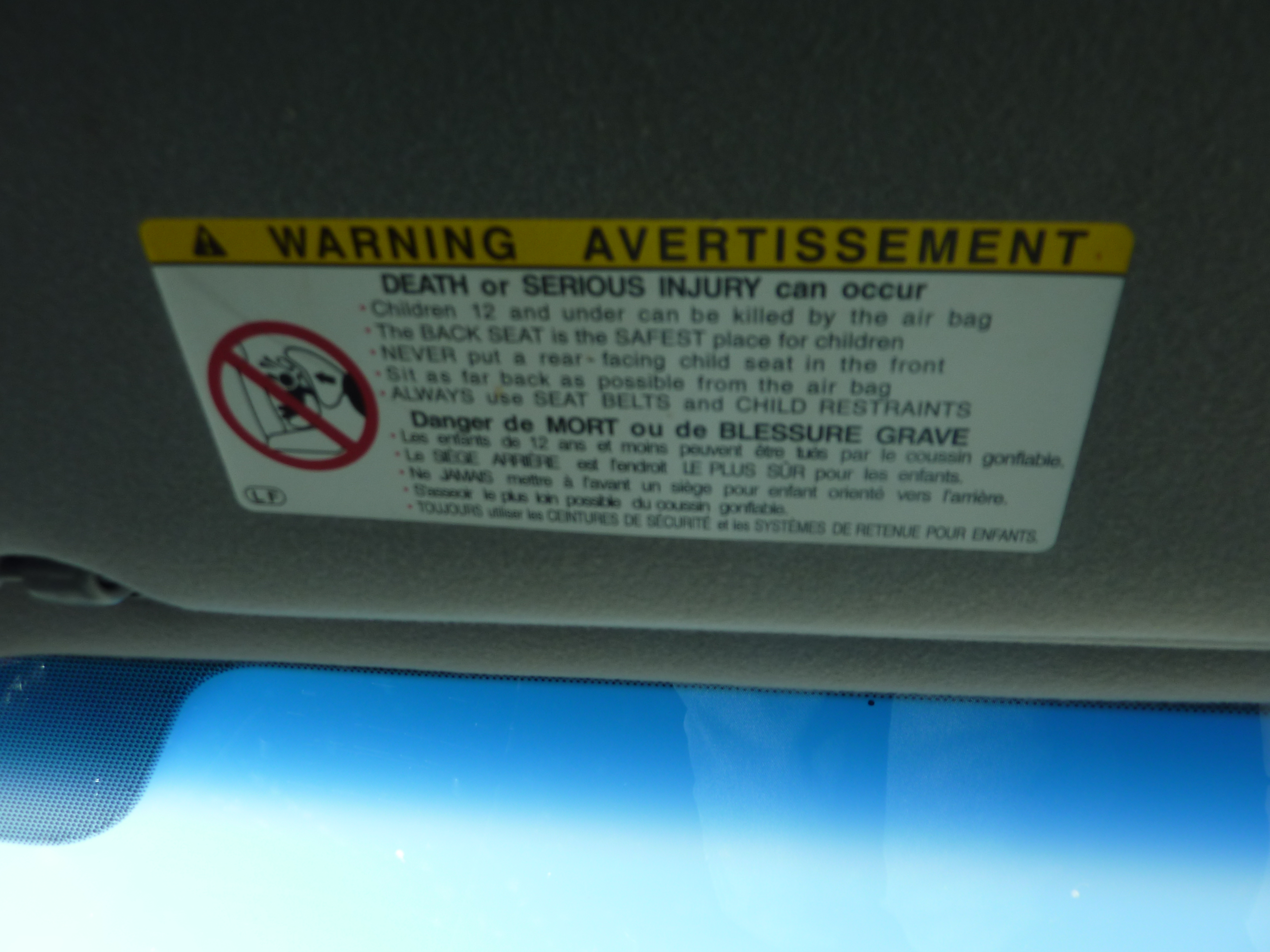
Muchos carteles y advertencias en Estados Unidos están tanto en francés como en inglés (Los Ángeles).

El francés en América del Norte se mantuvo gracias a la gran extensión del territorio de Nueva Francia (incluida Luisiana), que entonces cubría lo equivalente a casi la mitad de los Estados Unidos actuales más una buena parte de Canadá. Por ello, muchos sitios de aquellos parajes llevan nombres de origen francés, como por ejemplo: Bâton-Rouge, Détroit, Trois Rivières, etc.
En América del Norte, los principales actores que impulsaron el afrancesamiento fueron:  Quebec, Acadia, y Luisiana.
En Estados Unidos también se produjo cierto grado de afrancesamiento y francofonización, aunque con mayor debilidad que en Canadá, y en este proceso en primer lugar contribuyó Luisiana, que en 1968 creó el Conseil pour le développement du français en Louisiane, bajo impulso del cual se abrieron escuelas de francés, y se formaron profesores. Y en el sentido indicado también ayudó por cierto que en el sistema educativo estadounidense, las lenguas extranjeras enseñadas en la mayoría de los establecimientos eran (y son) el francés y el español.
Quebec jugó también un rol importante en el afrancesamiento de Estados Unidos, gracias a sus leyes de obligatoriedad de tener noticias y anuncios en francés; así, numerosos embalajes de alimentos o de objetos vendidos en EE. UU. están tanto en francés como en inglés, a fin de estar preparados para poder venderlos también en Canadá (esto es particularmente observable en la industria automotriz).
Las grandes empresas quebecuenses impulsaron e impulsan el afrancesamiento en Estados Unidos, entre otras cosas pidiendo a sus empleados que conozcan el francés. Y para aquellos que no lo conocen, les ofrecen amplias posibilidades para que sigan cursos de formación.
Entre otras cosas, se contempla el otorgamiento de premios a las empresas que mejor hayan participado en acciones de afrancesamiento (lo que termina por dar una buena imagen pública a las mismas); en este sentido corresponde que se citen a: (1) Zinc électrolytique du Canada Limitée; (2) La capitale groupe financier inc; (3) Cirque du Soleil, que emplea más de 3000 personas en EE. UU.
Todo a lo largo del siglo XIX, casi un millón de quebecuenses emigraron a Estados Unidos, en razón de la explosión demográfica en Quebec. La llamada "Revanche des berceaux" incide y provoca la tasa de natalidad más elevada del mundo en esa época para Quebec (el número de canadienses franceses pasó de 140 000 en 1791 a un millón en 1871). Este fuerte crecimiento de la población, creó presión sobre las tierras cultivadas, lo que entonces no podía ser resuelto debido a las estructuras existentes. Esa fuerte emigración hacia Estados Unidos, generó bolsones francófonos en estados tales como Maine y Vermont.

Territorios de Nueva-Francia entre 1534 y 1763.

Y en nuestros días, ciertos condados de Maine son francófonos:
Más de 1000 habitantes
- Madawaska (Maine) - 83,4 % de lengua francesa con 4534 habitantes;
- Fort Kent (Maine) - 62 % de lengua francesa con 4233 habitantes;
- Van Buren (Maine) - 77 % de lengua francesa con 2631 habitantes;
- Frenchville (Maine) - 80 % de lengua francesa con 1225 habitantes.

Menos de 1000 habitantes
- Eagle Lake (Maine) - 50 % de lengua francesa con 815 habitantes;
- St. Agatha (Maine) - 80 % de lengua francesa con 802 habitantes;
- St. Francis (Maine) - 61 % de lengua francesa con 577 habitantes;
- Grand Isle (Maine) - 76 % de lengua francesa con 518 habitantes;
- Saint John Plantation (Maine) - 60 % de lengua francesa con 282 habitantes;
- Hamlin (Maine) - 57 % de lengua francesa con 257 habitantes.

El dato más reciente de la Association des langues vivantes (2006), muestra que las inscripciones para el estudio del francés en EE. UU. están en alza.
Además y en 2008, el Conseil américain sur l'enseignement des langues étrangères efectuó una estimación, que indica que hay más interesados estadounidenses en estudiar el francés como segunda lengua, que el que corresponde a todas las otras lenguas reunidas.
En 2009, el Institut polytechnique et Université d'État de Virginia (Virginia Tech) ha publicado un artículo titulado «French, The Most Practical Foreign Language» , en français: Le français, la langue étrangère la plus utile. Este artículo explica porqué el francés es la lengua más importante a estudiar.
Y los medios de comunicación de Toronto comienzan ya a hablar de « La grande francophonie d’Amérique », proyecto del siglo XXI.

## Véase también

El francés en el mundo